# IC 1938
IC 1938 је спирална галаксија у сазвјежђу Часовник која се налази на листи објеката дубоког неба у Индекс каталогу.
Деклинација објекта је - 53° 0' 36" а ректасцензија 3h 27m 10,4s. Привидна величина (магнитуда) објекта IC 1938 износи 14,7 а фотографска магнитуда 15,5. IC 1938 је још познат и под ознакама ESO 155-32, DRCG 45-21, PGC 12874.